# Praomys tullbergi
Praomys tullbergi — вид гризунів родини мишевих (Muridae) в Африці. Він зустрічається в Анголі, Беніні, Камеруні, Республіці Конго, Демократичній Республіці Конго, Кот-д'Івуарі, Екваторіальній Гвінеї, Габоні, Гамбії, Гані, Гвінеї, Ліберії, Малі, Нігерії, Сенегалі, Сьєрра-Леоне, Того, можливо, Буркіна Фасо і, можливо, Гвінея-Бісау. Його природні місця існування — субтропічні або тропічні вологі рівнинні ліси та субтропічні або тропічні вологі гірські ліси.